# الجزائر في بطولة العالم لألعاب القوى
شاركت الجزائر في بطولة العالم لألعاب القوى في ثماني عشرة مناسبة، وأرسلت وفداً إلى كل حدث منذ نسخة عام 1983. رمز الدولة هو ALG. حصلت الدولة على ست ميداليات ذهبية واثنتين فضيتين وثلاث ميداليات برونزية في المسابقة. جميع الميداليات الحادية عشر التي حصلت عليها اللجنة الأولمبية الدولية جاءت من ستة رياضيين في سباقات المسافات الطويلة. فاز نور الدين مرسيلي بألقاب سباق 1500 متر للرجال في أعوام 1991 و1993 و1995، فيما فازت نظيرته النسائية حسيبة بولمرقة بميداليتين ذهبيتين وبرونزية واحدة. فاز عز الدين براهمي بالميدالية البرونزية في سباق 3000 متر موانع للرجال عام 1991. فاز سعيد قرني عيسى جبير بالميدالية البرونزية في سباق 800 متر للرجال في عام 1999 قبل أن يفوز بالميدالية الذهبية في هذا السباق في عام 2003. في عام 2019، فاز توفيق مخلوفي بالميدالية الفضية في سباق 1500 متر للرجال، وفي النسخة اللاحقة، فاز جمال سجاتي بالميدالية الفضية في سباق 800 متر للرجال.
أفضل مرتبة في جدول الميداليات حققتها الجزائر في تاريخ مشاركاتها هي السابعة، حققتها سنة 1991 بذهبيتين وبرونزية.

## الميداليات حسب بطولة العالم

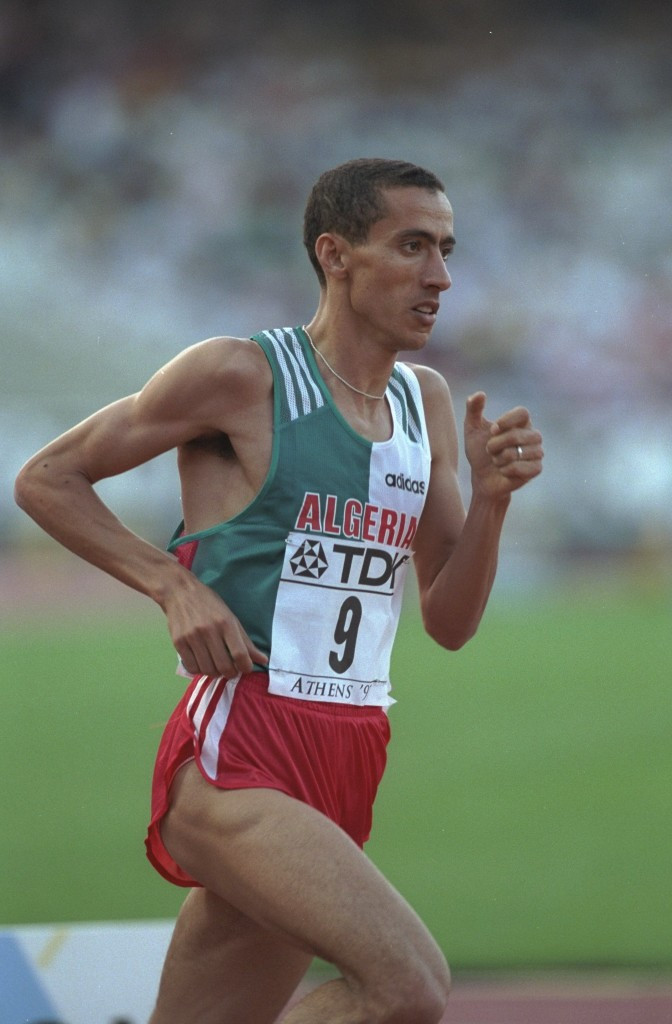
نور الدين مرسلي هو الرياضي الأكثر حصولا على الميداليات الذهبية (3 ميداليات ذهبية)

### الحائزون على الميداليات
| ميدالية | الاسم               | السنة           | الحدث                                 | التاريخ  |
| ------- | ------------------- | --------------- | ------------------------------------- | -------- |
| ذهبية   | حسيبة بولمرقة       | 1991 طوكيو      | 1500 متر للنساء                       | 31 أغسطس |
| برونزية | عز الدين براهيمي    | 1991 طوكيو      | سباق البطولات البالغة 3000 متر للرجال | 31 أغسطس |
| ذهبية   | نور الدين مرسلي     | 1991 طوكيو      | 1500 متر للرجال                       | 1 سبتمبر |
| برونزية | حسيبة بولمرقة       | 1993 ستوتغارت   | 1500 متر للنساء                       | 22 أغسطس |
| ذهبية   | نور الدين مرسلي     | 1993 ستوتغارت   | 1500 متر للرجال                       | 22 أغسطس |
| ذهبية   | حسيبة بولمرقة       | 1995 غوتنبرغ    | 1500 متر للنساء                       | 9 أغسطس  |
| ذهبية   | نور الدين مرسلي     | 1995 غوتنبرغ    | 1500 متر للرجال                       | 13 أغسطس |
| برونزية | سعيد قرني عيسى جبير | 1999 سيفيل      | 800 متر للرجال                        | 29 أغسطس |
| ذهبية   | سعيد قرني عيسى جبير | 2003 سانت دينيس | 800 متر للرجال                        | 31 أغسطس |
| فضية    | توفيق مخلوفي        | 2019 الدوحة     | 1500 متر للرجال                       | 6 أكتوبر |
| فضية    | جمال سجاتي          | 2022 أوريغون    | 800 متر للرجال                        | 23 يوليو |

### من قبل الرياضيين
| رياضي            | الجنس | ذهب | فضي | برونزي | المجموع | الطبعات   |
| ---------------- | ----- | --- | --- | ------ | ------- | --------- |
| نور الدين مرسيلي | م     | 3   | 0   | 0      | 3       | 1991–1995 |
| حسيبة بولمرقة    | و     | 2   | 0   | 1      | 3       | 1991–1993 |
| جابر سعيد قرني   | م     | 1   | 0   | 1      | 2       | 1999–2003 |
| توفيق مخلوفي     | م     | 0   | 1   | 0      | 1       | 2019      |
| جمال سيدجاتي     | م     | 0   | 1   | 0      | 1       | 2022      |
| عز الدين براهمي  | م     | 0   | 0   | 1      | 1       | 1991      |

## حسب الإصدار

### 1983
تنافست الجزائر في بطولة العالم لألعاب القوى 1983 في هلسنكي، فنلندا، من 7 إلى 14 أغسطس 1983.

#### الرجال
أحداث المضمار والطريق
| رياضي             | حدث                    | حرارة    | حرارة    | نصف النهائي | نصف النهائي | أخير     | أخير |
| رياضي             | حدث                    | نتيجة    | رتبة     | نتيجة       | رتبة        | نتيجة    | رتبة |
| ----------------- | ---------------------- | -------- | -------- | ----------- | ----------- | -------- | ---- |
| مهدي عيديت        | 1500 متر               | لم تبدأ  | لم تبدأ  |             |             |          |      |
| أمار براهميا      | 1500 متر               | 3:42.75  | 25       |             |             |          |      |
| عبد الرحمن مرسيلي | 1500 متر               | 3:39.77  | =10 س    | 3:39.88     | لم يتقدم    | لم يتقدم |      |
| عبد الرزاق بونور  | 5000 متر               | 13:57.93 | 10 أسئلة | 14:00.78    | لم يتقدم    | لم يتقدم | 14   |
| بوعلام رحوي       | 10000 متر              | 29:10.95 | لم يتقدم | لم يتقدم    | لم يتقدم    | لم يتقدم |      |
| عبد الوهاب فرقان  | 20 كم سيرًا على الأقدام | 1:29:53  | 35       |             |             |          |      |
| بِنمار كاشكوش      | 20 كم سيرًا على الأقدام | 1:32:33  | 45       |             |             |          |      |

الأحداث الميدانية
| الرياضي    | الحدث      | المؤهلات | المؤهلات | النهائي  | النهائي |
| الرياضي    | الحدث      | المسافة  | الموقف   | المسافة  | الموقف  |
| ---------- | ---------- | -------- | -------- | -------- | ------- |
| عثمان بلفا | قفزة عالية | 2.15     | لم يتقدم | لم يتقدم |         |
| حكيم تومي  | رمي بالصلب | 65.54    | لم يتقدم | لم يتقدم | 26      |

الأحداث المشتركة - الديكاتلون
| الرياضي          | الحدث   | 100 m | LJ   | SP | HJ  | 400 m | 110H | DT  | PV  | JT  | 1500 m | النهائي | رتبة |
| ---------------- | ------- | ----- | ---- | -- | --- | ----- | ---- | --- | --- | --- | ------ | ------- | ---- |
| موراد ماهور باشا | النتيجة | 11.64 | 6.69 | NM | DNS | DNS   | DNS  | DNS | DNS | DNS | DNS    | DNF     | DNF  |
| موراد ماهور باشا | النقاط  | 723   | 741  | 0  | DNS | DNS   | DNS  | DNS | DNS | DNS | DNS    | DNF     | DNF  |

#### نساء
الأحداث المشتركة – السباعي
| رياضي      | حدث   |       |      |      |       |      |       |         | أخير | رتبة |
| ---------- | ----- | ----- | ---- | ---- | ----- | ---- | ----- | ------- | ---- | ---- |
| دليلة طيبي | نتيجة | 15.55 | 1.65 | 9.95 | 25.72 | 5.71 | 26.46 | 2:31.55 | 4759 | 19   |
| دليلة طيبي | نقاط  | 770   | 795  | 526  | 822   | 762  | 410   | 674     | 4759 | 19   |

### 1987
شاركت الجزائر في بطولة العالم لألعاب القوى 1987 في روما، إيطاليا، من 28 أغسطس إلى 6 سبتمبر 1987. شاركت الجزائر بأربعة رياضيين.
| 100 متر                | مصطفى كامل سلمي  |
| 200 متر                | مصطفى كامل سلمي  |
| 800 متر                | رضا عبد الدنوز   |
| 20 كم سيرا على الأقدام | عبد الوهاب فرقان |
| القفز العالي           | عثمان بلفاع      |

#### الرجال
أحداث المضمار والطريق
| رياضي            | حدث                    | حرارة   | حرارة | ربع النهائي | ربع النهائي | نصف النهائي | نصف النهائي | أخير     | أخير |
| رياضي            | حدث                    | نتيجة   | رتبة  | نتيجة       | رتبة        | نتيجة       | رتبة        | نتيجة    | رتبة |
| ---------------- | ---------------------- | ------- | ----- | ----------- | ----------- | ----------- | ----------- | -------- | ---- |
| مصطفى كامل سلمي  | 100 متر                | 10.48   | 6     | 10.48       | لم يتقدم    | لم يتقدم    | لم يتقدم    | لم يتقدم |      |
| مصطفى كامل سلمي  | 200 متر                | 21.14   | 4     | 21.26       | لم يتقدم    | لم يتقدم    | لم يتقدم    | لم يتقدم | 7    |
| رضا عبد الدنوز   | 800 متر                | 1:49.22 | 7     | 1:48.96     | لم يتقدم    | لم يتقدم    | لم يتقدم    | لم يتقدم | 8    |
| عبد الوهاب فرقان | 20 كم سيرًا على الأقدام |         |       |             |             |             |             | 1:34.26  | 35   |

الأحداث الميدانية
| رياضي       | حدث          | مؤهل  | مؤهل     | أخير     | أخير |
| رياضي       | حدث          | مسافة | موضع     | مسافة    | موضع |
| ----------- | ------------ | ----- | -------- | -------- | ---- |
| عثمان بلفاع | القفز العالي | 2.15  | لم يتقدم | لم يتقدم |      |

### 1991
شاركت الجزائر في بطولة العالم لألعاب القوى 1991 في طوكيو باليابان، من 23 أغسطس إلى 1 سبتمبر 1991. شاركت الجزائر بـ 11 رياضيًا.
| 400 متر             | عمار حسيني                 |
| 800 متر             | رضا عبد العزيز، أحمد بلقسم |
| 1500 متر            | نور الدين مرسيلي           |
| 5000 متر            | يحيى عزايدج                |
| ماراثون             | محمد كامل سلمي             |
| سباق 3000 متر موانع | عز الدين براهمي            |
| القفز الطويل        | لطفي خيدة                  |
| القفز الثلاثي       | لطفي خيدة                  |
| القفز العالي        | عثمان بلفاع                |

| 1500 متر      | حسيبة بولمرقة      |
| 100 متر حواجز | ياسمينة عزيزى كتاب |
| السباعي       | ياسمينة عزيزى كتاب |

#### الحائزون على الميداليات
| ميدالية | الرياضي          | الحدث                                 | التاريخ  |
| ------- | ---------------- | ------------------------------------- | -------- |
| ذهبية   | حسيبة بولمرقة    | 1500 متر للنساء                       | 31 أغسطس |
| ذهبية   | نور الدين مرسلي  | 1500 متر للرجال                       | 1 سبتمبر |
| برونزية | عز الدين براهيمي | سباق البطولات البالغة 3000 متر للرجال | 31 أغسطس |

#### الرجال
أحداث المضمار والطريق
| رياضي            | حدث                 | حرارة    | حرارة    | ربع النهائي | ربع النهائي | نصف النهائي | نصف النهائي | أخير     | أخير  |
| رياضي            | حدث                 | نتيجة    | رتبة     | نتيجة       | رتبة        | نتيجة       | رتبة        | نتيجة    | رتبة  |
| ---------------- | ------------------- | -------- | -------- | ----------- | ----------- | ----------- | ----------- | -------- | ----- |
| عمار حسيني       | 400 متر             | 46.52    | 5        | 47.30       | لم يتقدم    | لم يتقدم    | لم يتقدم    | لم يتقدم |       |
| رضا عبد الدنوز   | 800 متر             | 1:50.47  | —        | —           | لم يتقدم    | لم يتقدم    | لم يتقدم    | لم يتقدم |       |
| أحمد بلقاسم      | 800 متر             | 1:47.06  | —        | —           | لم يتقدم    | لم يتقدم    | لم يتقدم    | لم يتقدم | 3     |
| نور الدين مرسيلي | 1500 متر            | 3:43.45  | —        | —           | 1           | 3:39.90     | 1           | 3:32.84  | الأول |
| يحيى عزايدج      | 5000 متر            | 14:43.49 | لم يتقدم | لم يتقدم    | لم يتقدم    | لم يتقدم    |             |          |       |
| محمد كامل سلمي   | ماراثون             | —        | DNF      |             |             |             |             |          |       |
| عز الدين براهمي  | سباق 3000 متر موانع | 8:27.95  | —        | —           | —           | —           | 8:15.54     | الثالث   |       |

الأحداث الميدانية
| رياضي       | حدث           | مؤهل  | مؤهل     | أخير     | أخير |
| رياضي       | حدث           | مسافة | موضع     | مسافة    | موضع |
| ----------- | ------------- | ----- | -------- | -------- | ---- |
| لطفي خيدة   | القفز الطويل  | 7.68  | لم يتقدم | لم يتقدم |      |
| لطفي خيدة   | القفز الثلاثي | 16.54 | لم يتقدم | لم يتقدم | 11   |
| عثمان بلفاع | القفز العالي  | 2.24  | لم يتقدم | لم يتقدم | 15   |

#### نحيف
أحداث المسارات والطرق
| الرياضي            | الحدث         | الحرارة | الحرارة  | نصف النهائي | نصف النهائي | النهائي  | النهائي |
| الرياضي            | الحدث         | النتيجة | رتبة     | النتيجة     | رتبة        | النتيجة  | رتبة    |
| ------------------ | ------------- | ------- | -------- | ----------- | ----------- | -------- | ------- |
| حسيبة بولمرقة      | 1500 متر      | 4:08.20 | —        | —           | 4:02.21     | الأول    |         |
| ياسمينة عزيزى كتاب | 100 متر حواجز | -أجل    | لم يتقدم | لم يتقدم    | لم يتقدم    | لم يتقدم |         |

الأحداث المشتركة - هبتاتلون
| رياضي              | حدث   |       |      |       |       |      |       |         | أخير | رتبة |
| ------------------ | ----- | ----- | ---- | ----- | ----- | ---- | ----- | ------- | ---- | ---- |
| ياسمينة عزيزى كتاب | نتيجة | 13.34 | 1.79 | 15.40 | 24.32 | 6.15 | 44.62 | 2:17.17 | 6392 | 5    |
| ياسمينة عزيزى كتاب | نقاط  | 1074  | 966  | 888   | 950   | 896  | 756   | 862     | 6392 | 5    |

شاركت الجزائر في بطولة العالم لألعاب القوى 1993 في شتوتغارت، ألمانيا، من 13 إلى 22 أغسطس 1993. شاركت الجزائر بـ 17 رياضيًا.
| 200 متر         | أمار هاشيني                                            |
| 400 متر         | سادك بومنديل                                           |
| 1500 متر        | نور الدين مرسلي                                        |
| 5000 متر        | (آيسا بيلاوت)                                          |
| الماراثون       | سيد علي ساكري تشاوكي أوشور محمد كاميل سلمي             |
| 110 متر حواجز   | نوريدين تادجين                                         |
| 3000 متر        | عز الدين براهيمي                                       |
| 20 كم المشي     | عبد اليهاب فرغين                                       |
| 4 × 400 متر رلي | (أمار هاشيني إسماعيل ماريش كاميل تالحودي سادك بومنديل) |
| القفز الطويل    | لوتفي خايدا                                            |
| القفز الثلاثي   | لوتفي خايدا                                            |
| قفزة عالية      | عثمان بلفا                                             |
| رمية مطرقة      | حكيم تومي                                              |

| 1500 متر    | حسيبة بولمرقة |
| 10 كم المشي | دونيا كارا    |

### 1995
تنافس الجزائر في بطولة العالم لكرة القدم عام 1995 في غوتنبورغ، السويد، من 5 إلى 13 أغسطس 1995. شاركت الجزائر مع 8 رياضيين.
| 400 متر    | أمار هاشيني             |
| 1500 متر   | نور الدين مرسلي         |
| 5000 متر   | ريدة بنزين ياهيا عازيدج |
| الماراثون  | سيد علي ساكري           |
| 3000 متر   | محمد بلبيس              |
| رمية مطرقة | حكيم تومي               |

| 1500 متر | حسيبة بولمرقة |

#### الميداليين
| ميدالية | الرياضي         | الحدث           | التاريخ  |
| ------- | --------------- | --------------- | -------- |
| ذهبية   | حسيبة بولمرقة   | 1500 متر للنساء | 9 أغسطس  |
| ذهبية   | نور الدين مرسلي | 1500 متر للرجال | 13 أغسطس |

### 1997
شاركت الجزائر في بطولة العالم لكرة القدم عام 1997 في أثينا اليونان، من 1 إلى 10 أغسطس 1997. شاركت الجزائر مع 14 رياضيًا.

#### الرجال
| 200 متر         | مالك خالد لوخالا                                               |
| 400 متر         | سامير عادل لوهالا                                              |
| 800 متر         | أدم هيسيني                                                     |
| 1500 متر        | نور الدين مرسلي أحمد كرامة علي سعيدي سياف                      |
| الماراثون       | أزيدين ساكري                                                   |
| 400 متر حواجز   | نبيل سلمي                                                      |
| 3000 متر        | عبد الرحمن داع                                                 |
| 4 × 400 متر رلي | (سامير عادل لوهالا تالحودي كاميل مالك خالد لوخالا، امر حاشيني) |
| رمية مطرقة      | حكيم تومي                                                      |

#### النساء
| 800 متر  | نورية مراح بنيدة |
| 1500 متر | نورية مراح بنيدة |

### 1999
شاركت الجزائر في بطولة العالم للرياضة في سبيل 1999 في سيفيل إسبانيا، من 20 إلى 29 أغسطس 1999. شاركت الجزائر مع 12 رياضيًا.

#### الرجال
| 200 متر    | مالك لوهالا                               |
| 800 متر    | سعيد قرني عيسى جبير أدم هيسيني            |
| 1500 متر   | نور الدين مرسلي علي سعيدي سياف ميلود أبوب |
| 10000 متر  | سامير موسوي                               |
| الماراثون  | أزيدين ساكري                              |
| 3000 متر   | ليد بيسو                                  |
| قفزة عالية | عبد الرحمن حماد                           |

#### النساء
| 1500 متر      | نورية مراح بنيدة |
| القفز الطويل  | بايا رحولي       |
| القفز الثلاثي | بايا رحولي       |

#### الميداليين
| ميدالية | الرياضي             | الحدث          | التاريخ  |
| ------- | ------------------- | -------------- | -------- |
| برونزية | سعيد قرني عيسى جبير | 800 متر للرجال | 29 أغسطس |

### 2001
تنافس الجزائر في بطولة العالم في الرياضة في عام 2001 في إدمونتون، كندا، من 3 إلى 12 أغسطس 2001. شاركت الجزائر مع 12 رياضيًا.
| 1500 متر | نورية مراح بنيدة  |
| 5000 متر | نصيرة بغداد عزايج |

### 2003
شاركت الجزائر في بطولة العالم لكرة القدم في سن دنيس، فرنسا، في الفترة من 23 إلى 31 أغسطس 2003. شاركت الجزائر مع 9 رياضيين.
| 400 متر    | مالك لوهالا         |
| 800 متر    | سعيد قرني عيسى جبير |
| 1500 متر   | طارق بوكينسا        |
| 5000 متر   | (خودير أغون)        |
| الماراثون  | راشد زيار           |
| 3000 متر   | عبد الحكيم معزوز    |
| قفزة عالية | عبد الرحمن حماد     |

| 5000 متر      | سعاد آيت سالم |
| القفز الثلاثي | بايا رحولي    |

#### الميداليين
| ميدالية | الرياضي             | الحدث          | التاريخ  |
| ------- | ------------------- | -------------- | -------- |
| ذهبية   | سعيد قرني عيسى جبير | 800 متر للرجال | 31 أغسطس |

### 2005
تنافس الجزائر في بطولة العالم للرياضة في هلسنكي فنلندا، في عام 2005، من 6 إلى 14 أغسطس 2005. شاركت الجزائر مع 10 رياضيين.
| 800 متر      | سعيد قرني عيسى جبير                                       |
| 1500 متر     | طارق بوكينسا عنتر زرق العين كامال بولهافانيكمال بولاهفاني |
| 5000 متر     | علي سعيدي سياف                                            |
| الماراثون    | سعيد بلوهوت                                               |
| القفز الطويل | اسم نيما                                                  |

| 800 متر       | تهامي نهيضة       |
| 1500 متر      | تهامي نهيضة       |
| سباق 3000 متر | فاطحة باهي عزوهوم |
| القفز الثلاثي | بايا رحولي        |

### 2007
شاركت الجزائر في بطولة العالم 2007 في الرياضة في أوساكا اليابان، من 24 أغسطس إلى 2 سبتمبر 2007. شاركت الجزائر مع 11 رياضيًا.
| 800 متر      | نابيل مادى                                   |
| 1500 متر     | طارق بوكينسا كامال بولهافاني، عنتر زرق العين |
| 3000 متر     | (رابي مكلوفي)                                |
| 5000 متر     | (خودير أغون)                                 |
| الماراثون    | نابيل بنكراما                                |
| قفزة عالية   | عبد الرحمن حماد                              |
| القفز الطويل | اسم نيما                                     |

| 1500 متر  | تهامي نهيضة   |
| الماراثون | سعاد آيت سالم |

### 2009
أطلقت الجزائر ستة منافسين في بطولة العالم للرياضة في برلين عام 2009.
| الحدث                 | الرياضيين                                          | الرياضيين       |
| الحدث                 | الرجال                                             | النساء          |
| --------------------- | -------------------------------------------------- | --------------- |
| 800 متر               | نادجيم مانسير                                      | لم تشارك النساء |
| 1500 متر              | طارق بوكينسا توفيق مخلوفي إماد تويل عنتر زرق العين | لم تشارك النساء |
| العشاري (ألعاب القوى) | لاري بورادا                                        | لم تشارك النساء |

#### الرجال
| الحدث                 | الرياضيين      | الحرارة         | الحرارة         | نصف النهائي | نصف النهائي | النهائي | النهائي |
| الحدث                 | الرياضيين      | النتيجة         | رتبة            | النتيجة     | رتبة        | النتيجة | رتبة    |
| --------------------- | -------------- | --------------- | --------------- | ----------- | ----------- | ------- | ------- |
| 800 متر               | نادجيم مانسير  | النظام الديناسي | النظام الديناسي | لم يقدم     | لم يقدم     | لم يقدم | لم يقدم |
| 1500 متر              | طارق بوكينسا   | 3:45.65         | 38              | لم يقدم     | لم يقدم     | لم يقدم | لم يقدم |
| 1500 متر              | توفيق مخلوفي   | 3:40.04         | 9 ق             | 3:37.87     | 17          | لم يقدم | لم يقدم |
| 1500 متر              | إماد تويل      | النظام الديناسي | النظام الديناسي | لم يقدم     | لم يقدم     | لم يقدم | لم يقدم |
| 1500 متر              | عنتر زرق العين | 3:42.37         | 17              | لم يقدم     | لم يقدم     | لم يقدم | لم يقدم |
| العشاري (ألعاب القوى) | لاري بورادا    | -أجل            | -أجل            | -أجل        | -أجل        | 8,171   | 13      |

### 2011
شاركت الجزائر في بطولة العالم 2011 في الرياضة من 27 أغسطس إلى 4 سبتمبر في دايو كوريا الجنوبية.أعلنت فيدرالية ألجيرية للرياضة عن فريق من 10 رياضيين يمثلون البلاد في الحدث.

#### الرجال
| الرياضي           | الحدث           | المرحلة الأولية | المرحلة الأولية | الحرارة         | الحرارة   | نصف النهائي     | نصف النهائي | النهائي         | النهائي |
| الرياضي           | الحدث           | الوقتالربعالعدد | رتبة            | الوقتالربعالعدد | رتبة      | الوقتالربعالعدد | رتبة        | الوقتالربعالعدد | رتبة    |
| ----------------- | --------------- | --------------- | --------------- | --------------- | --------- | --------------- | ----------- | --------------- | ------- |
| محمود براهيمي     | 800 متر         |                 |                 | 1:46.94         | 21 ق      | 1:46.79         | 18          | لم يقدم         | لم يقدم |
| طارق بوكينسا      | 1500 متر        |                 |                 | 3:41.87         | 23 Qق     | 3:36.84         | 2 Qق        | 3:38.05         | 11      |
| توفيق مخلوفي      | 1500 متر        |                 |                 | 3:40.15         | 12 Qق     | 3:50.86         | 24          | لم يقدم         | لم يقدم |
| رابح عبود         | 5000 متر        |                 |                 | 14:00.34        | 29        |                 |             | لم يقدم         | لم يقدم |
| مونير ميهوت       | 5000 متر        |                 |                 | DNF             | الـ " ن " |                 |             | لم يقدم         | لم يقدم |
| عثمان حج لازب     | 110 متر العقبات |                 |                 | 13.63           | 21        | لم يقدم         | لم يقدم     | لم يقدم         | لم يقدم |
| سيف إسلام تماشيني | قفزة ثلاثية     | NM              | -أجل            |                 |           |                 |             | لم يقدم         | لم يقدم |

ديكاتلون
| لربي بورادا     | الـ (ديكاتلون) |            |        |      |
| لربي بورادا     | الحدث          | النتائج    | النقاط | رتبة |
| --------------- | -------------- | ---------- | ------ | ---- |
|                 | 100 متر        | 10.88 (SB) | 888    | 12   |
| قفزة طويلة      | 7.42 (SB)      | 915        | 6      |      |
| أطلق النار      | 13.11 (SB)     | 674        | 25     |      |
| قفزة عالية      | 1.96           | 767        | 18     |      |
| 400 متر         | 47.34 (SB)     | 941        | 2      |      |
| 110 متر العقبات | 14.56 (SB)     | 903        | 12     |      |
| رمي القرص       | 37.84          | 621        | 24     |      |
| قبو القطب       | 4.90 (PB)      | 880        | 10     |      |
| رمي الرماية     | 59.00 (SB)     | 723        | 11     |      |
| 1500 متر        | (ب) (SB)       | 846        | 1      |      |
| إجمالي          |                |            | 8158   | 10   |

#### النساء
| الرياضي     | الحدث       | المرحلة الأولية | المرحلة الأولية | الحرارة         | الحرارة | نصف النهائي     | نصف النهائي | النهائي         | النهائي |
| الرياضي     | الحدث       | الوقتالربعالعدد | رتبة            | الوقتالربعالعدد | رتبة    | الوقتالربعالعدد | رتبة        | الوقتالربعالعدد | رتبة    |
| ----------- | ----------- | --------------- | --------------- | --------------- | ------- | --------------- | ----------- | --------------- | ------- |
| زيهرا بوراس | 800 متر     |                 |                 | 2:02.77         | 22 Qق   | 2:12.08         | 23          | لم يقدم         | لم يقدم |
| بايا رحولي  | قفزة ثلاثية | 14.30           | 8 ق             |                 |         |                 |             | 14.12           | 8       |

### 2013
شاركت الجزائر في بطولة العالم 2013 في الرياضة في موسكو روسيا من 10-18 أغسطس 2013. تم الإعلان عن فريق من 11 رياضيًا يمثل البلاد في الحدث.

#### النساء
أحداث المسارات والطرق
| الرياضي    | الحدث         | المرحلة الأولية | المرحلة الأولية | الحرارة | الحرارة | نصف النهائي | نصف النهائي | النهائي | النهائي |
| الرياضي    | الحدث         | الوقت           | رتبة            | الوقت   | رتبة    | الوقت       | رتبة        | الوقت   | رتبة    |
| ---------- | ------------- | --------------- | --------------- | ------- | ------- | ----------- | ----------- | ------- | ------- |
| أمينة بطيش | سباق 3000 متر |                 |                 | 9:45.50 | 17      |             |             | لم يقدم | لم يقدم |

### 2015
تنافس الجزائر في بطولة العالم 2015 في الرياضة في بكين الصين من 22 إلى 30 أغسطس 2015.
(ق - مؤهل، NM - لا علامة، SB - أفضل موسم)

#### الرجال
أحداث المسارات والطرق
| الرياضي           | الحدث           | الحرارة | الحرارة  | نصف النهائي | نصف النهائي | النهائي  | النهائي |
| الرياضي           | الحدث           | النتيجة | رتبة     | النتيجة     | رتبة        | النتيجة  | رتبة    |
| ----------------- | --------------- | ------- | -------- | ----------- | ----------- | -------- | ------- |
| خالد بنماهدي      | 800 متر         | 1:49.61 | لم يتقدم | لم يتقدم    | لم يتقدم    | لم يتقدم |         |
| ياسين هاتات       | 1500 متر        | 3:40.16 | لم يتقدم | لم يتقدم    | لم يتقدم    | لم يتقدم |         |
| توفيق مخلوفي      | 1500 متر        | 3:42.72 | 24 Qق    | 3:35.05     | 2 Qق        | 3:34.76  | 4       |
| سليم كيدر         | 1500 متر        | 3:44.81 | لم يتقدم | لم يتقدم    | لم يتقدم    | لم يتقدم |         |
| (سابر بوكيموش)    | 400 متر العقبات | 51.54   | لم يتقدم | لم يتقدم    | لم يتقدم    | لم يتقدم |         |
| عبد المالك لاهوول | 400 متر العقبات | 49.33   | 19 ق     | 48،87 NR    | لم يتقدم    | لم يتقدم |         |
| ميلود رحماني      | 400 متر العقبات | 50.21   | لم يتقدم | لم يتقدم    | لم يتقدم    | لم يتقدم |         |
| هشام بوشيشة       | سباق 3000 متر   | 8:30.07 | —        | —           | 8:33.79     | 14       |         |
| بلال تابتي        | سباق 3000 متر   | 8:26.99 | —        | —           | 8:29.04     | 13       |         |
| عبد الحميد زريفي  | سباق 3000 متر   | 8:51.89 | لم يتقدم | لم يتقدم    |             |          |         |

الأحداث المشتركة - الديكاتلون
| الرياضي     | الحدث   | 100 m           | LJ             | SP              | HJ               | 400 m             | 110H         | DT           | PV             | JT              | 1500 m          | النهائي         | رتبة |
| ----------- | ------- | --------------- | -------------- | --------------- | ---------------- | ----------------- | ------------ | ------------ | -------------- | --------------- | --------------- | --------------- | ---- |
| لارب بورادا | النتيجة | 10.83 SBالـ "ب" | 7.51 SBالـ "ب" | 13.73 SBالـ "ب" | 2.07 س.ب.الـ "ب" | 47،60 س.ب.الـ "ب" | 14.26 PB (ب) | 41.53 PB (ب) | 4.80 SBالـ "ب" | 63.82 SBالـ "ب" | 4: 16.61الـ "ب" | 8461 ARالـ "آر" | 5    |
| لارب بورادا | النقاط  | 899             | 937            | 712             | 868              | 929               | 941          | 696          | 849            | 795             | 835             | 8461 ARالـ "آر" | 5    |

#### النساء
أحداث المسارات والطرق
| سعاد آيت سالم | الماراثون     | DNF          | DNF      |          |
| بركاهوم دريسي | الماراثون     | DNF          | DNF      |          |
| أمينة بطيش    | سباق 3000 متر | 9: 36.10 (ب) | لم يتقدم | لم يتقدم |

### 2017
تنافس الجزائر في بطولة العالم 2017 في الرياضة في لندن، المملكة المتحدة، من 4 إلى 13 أغسطس 2017.

#### الرجال
أحداث المسارات والطرق
| أمين بلفيرار     | 800 متر        | DNF     | لم يتقدم |          |          |    |   |
| عبد الرحمن أنو   | 1500 متر       | 3:47.38 | لم يتقدم |          |          |    |   |
| هشام بوشيشة      | 3000 متر موانع | 8:30.01 | 20       | لم يتقدم | لم يتقدم |    |   |
| بلال تابتي       | 3000 متر موانع | 8:23.28 | 9 q      | لم يتقدم | لم يتقدم | DQ | – |
| عبد المالك لحولو | 400 متر حواجز  | 49.78   | 17 Q     | 49.33    | لم يتقدم |    |   |

الأحداث المشتركة - الديكاتلون
| الرياضي     | الحدث   | 100 m           | LJ   | SP              | HJ   | 400 m | 110H | DT   | PV   | JT   | 1500 m | النهائي | رتبة |
| ----------- | ------- | --------------- | ---- | --------------- | ---- | ----- | ---- | ---- | ---- | ---- | ------ | ------- | ---- |
| لارب بورادا | النتيجة | 10.80 SBالـ "ب" | 7.22 | 13.41 SBالـ "ب" | 1.90 | DNS   | -أجل | -أجل | -أجل | -أجل | -أجل   | DNF     | -أجل |
| لارب بورادا | النقاط  | 906             | 866  | 692             | 714  | 0     |      |      |      |      |        | DNF     | -أجل |

#### النساء
أحداث المسارات والطرق
| الرياضي       | الحدث         | الحرارة | الحرارة  | نصف النهائي | نصف النهائي | النهائي | النهائي |
| الرياضي       | الحدث         | النتيجة | رتبة     | النتيجة     | رتبة        | النتيجة | رتبة    |
| ------------- | ------------- | ------- | -------- | ----------- | ----------- | ------- | ------- |
| أمينة بطيش    | سباق 3000 متر | 9:53.06 | لم يتقدم | لم يتقدم    |             |         |         |
| كينزا داخماني | —             | —       | —        | —           | DNF         | -أجل    |         |

### 2019
تنافس الجزائر في بطولة العالم للرياضة الرياضية 2019 في الدوحة، قطر، من 27 سبتمبر إلى 6 أكتوبر 2019. تمثل ستة رياضيين الجزائر في الحدث.

#### الرجال
أحداث المسارات والطرق
| الرياضي           | الحدث         | الحرارة | الحرارة  | نصف النهائي | نصف النهائي | النهائي         | النهائي |
| الرياضي           | الحدث         | النتيجة | رتبة     | النتيجة     | رتبة        | النتيجة         | رتبة    |
| ----------------- | ------------- | ------- | -------- | ----------- | ----------- | --------------- | ------- |
| محمد بلباشير      | 800 متر       | 1:46.52 | لم يتقدم |             |             |                 |         |
| ياسين هيتات       | 800 متر       | 1:45.67 | 7 ق      | 1:46.15     | لم يتقدم    |                 |         |
| توفيق مخلوفي      | 1500 متر      | 3:36.18 | 2 Qق     | 3:36.69     | 6 Qق        | 3:31.38 (سب) SB | الثاني  |
| عبد المالك لاهوول | 400 متر حواجز | 49.54   | 8 Qق     | 48.39 NR    | 4 Qق        | 49.46           | 8       |
| بلال تابتي        | سباق 3000 متر | 8:35.15 | لم يتقدم | لم يتقدم    |             |                 |         |

الأحداث الميدانية
| ياسر محمد تريكي | قفزة ثلاثية | 16.62 | لم يتقدم |

### 2022
تنافس الجزائر في بطولة العالم لرياضة الرياضة 2022 في  (يوجين)، الولايات المتحدة، من 15 إلى 24 يوليو 2022. دخلت الجزائر 8 رياضيين (لم يشارك ياسر تريكي بسبب الإصابة).
- بما في ذلك البدلاء

#### الرجال
أحداث المسارات والطرق
| الرياضي           | الحدث         | الحرارة | الحرارة | نصف النهائي | نصف النهائي | النهائي | النهائي |
| الرياضي           | الحدث         | النتيجة | رتبة    | النتيجة     | رتبة        | النتيجة | رتبة    |
| ----------------- | ------------- | ------- | ------- | ----------- | ----------- | ------- | ------- |
| ياسين هيتات       | 800 متر       | 1:46.05 | 16      | لم يقدم     | لم يقدم     | لم يقدم | لم يقدم |
| سليمين مولا       | 800 متر       | 1:44.90 | 5 Qق    | 1:44.89     | 1 Qق        | 1:44.85 | 5       |
| جمال سجاتي        | 800 متر       | 1:46.39 | 20 Qق   | 1:45.44     | 5 Qق        | 1:44.14 | الثاني  |
| أمين بوانياني     | 110 متر حواجز | 13.44   | 10 Qق   | 13.37 NR    | 12          | لم يقدم | لم يقدم |
| عبد المالك لاهوول | 400 متر حواجز | 49.58   | 12 Qق   | 48.90       | 10          | لم يقدم | لم يقدم |
| هشام بوشيشة       | سباق 3000 متر | 8:27.39 | —       | لم يقدم     | لم يقدم     |         |         |
| بلال تابتي        | سباق 3000 متر | 8:38.45 | —       | لم يقدم     | لم يقدم     |         |         |